# شکاف بزرگ (اخترشناسی)

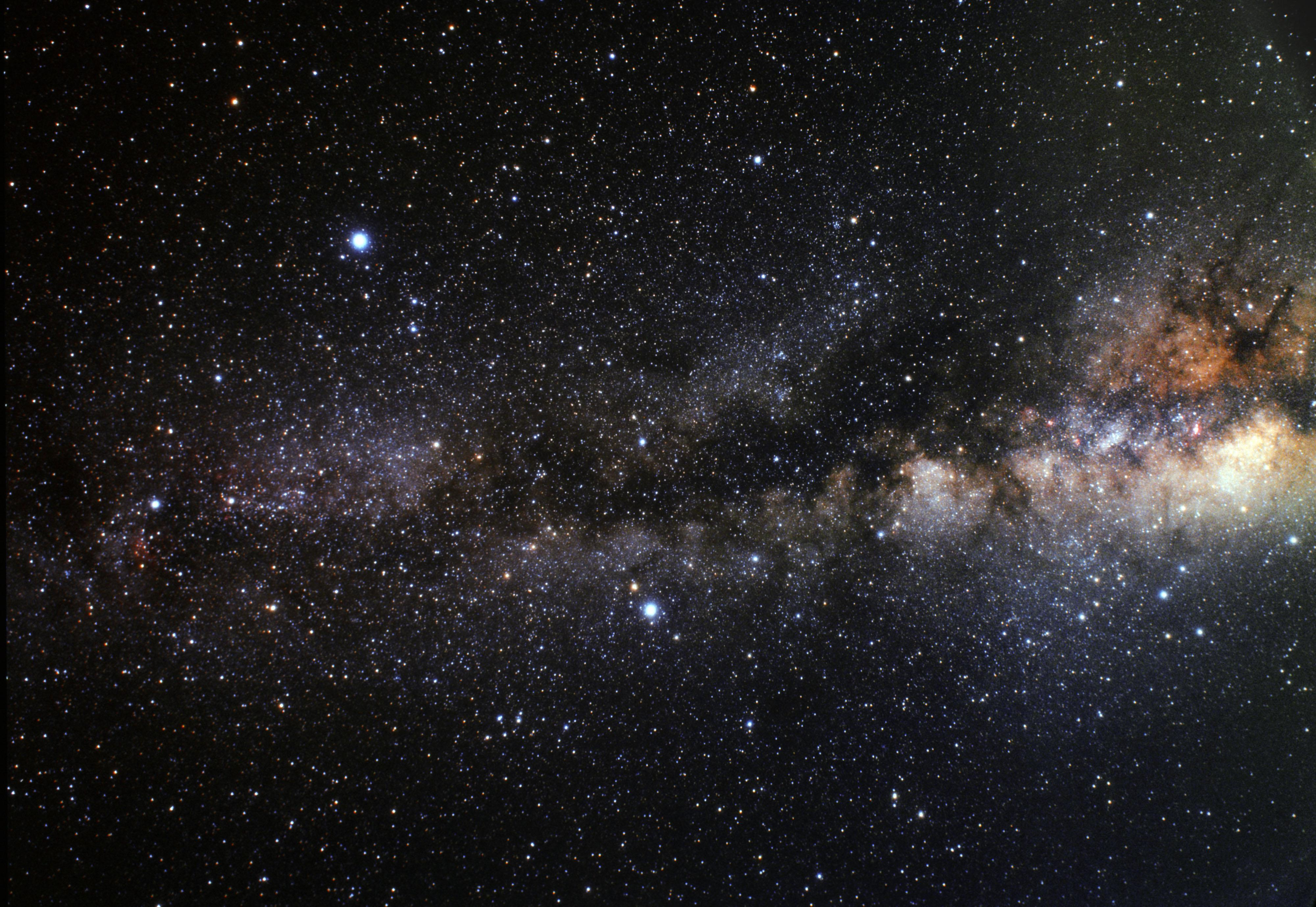
این عکس با نوردهی بیش از حد بیشتر از نیمی از بخش داخلی کهکشان راه شیری (از جمله مرکز آن) را نشان می‌دهد. همانگونه که در تمام تصویرهای واقعی از بازوی کهکشان ما، بخش زیادی از شکاف بزرگ، ابرهای غبار تیره که از صورت فلکی ماکیان تا قنطورس را در بر می‌گیرند، پنهان شده است.

شکاف بزرگ (انگلیسی: Great Rift) اخترشناسی (که گاهی هم شکاف تاریک یا در موارد کمتری «رودخانه تاریک» هم نامیده شده) نوار تاریکی است که توسط ابرهای بین ستاره‌ای غبار کیهانی ایجاد می‌شود که به‌طور قابل توجهی مرکز و بیشتر بخش‌های شعاعی کهکشان راه شیری را از دید زمینی مبهم می‌کند (تاریک می‌کند).
در آسمان‌های صاف و تاریک شب، این شکاف به همان اندازه شفاف به نظر می‌رسد که برآمدگی درخشان ستارگان در اطراف مرکز کهکشانی برای چشم غیرمسلح یا دوربین دوچشمی. شکاف تا حد زیادی بین منظومه شمسی (که نزدیک به لبه داخلی بازوی شکارچی است) و بازوی بعدی، به سمت داخل، بازوی کمان است. ابرها مانعی برای میلیون‌ها ستاره کهکشان هستند که در طول موج‌های مرئی شناسایی شده‌اند، که یک نوار مه‌آلود درخشان را تشکیل می‌دهند که به عرض ۳۰ درجه ظاهر می‌شود و در آسمان شب کمان می‌یابد. ابرهای درون بخش شعاعی ما کهکشان در حدود ۸۰۰ تا ۱۰۰۰ پارسک (۲۶۰۰ تا ۳۳۰۰ لیون) از زمین گستره دارند. تخمین زده می‌شود که این ابرها حاوی حدود ۱ میلیون جرم خورشیدی پلاسما و غبار هستند.

## ویژگی‌ها
با چشم غیرمسلح، شکاف بزرگ به صورت یک خط تاریک ظاهر می‌شود که نوار روشن کهکشان راه شیری را به شکل عمودی تقسیم می‌کند. شکاف بزرگ یک سوم کهکشان راه شیری را می‌پوشاند و نوارهایی از ستارگان متعدد مانند ابر ستاره‌ای ماکیان در کنار آن قرار دارد. در غرب ابرهای قیفیوس، ابر قیفی/Le Gentil 3 و سحابی مرزی آمریکای شمالی، شکاف بزرگ با کوله زغال‌سنگ شمالی در صورت فلکی ماکیان آغاز می‌شود، جایی که به شکاف ماکیان معروف است. شکاف بزرگ از آنجا بر روی شکاف سرپنز-آکویلا امتداد دارد. به Ophiuchus، جایی که گسترش می‌یابد. به قوس، جایی که مرکز کهکشانی را پنهان می‌کند. اساساً به قنطورس ختم می‌شود.
نمای کلی کهکشان راه شیری که توسط گایا دیده می‌شود، با ویژگی‌های تاریک برجسته و ابرهای ستاره‌ای برچسب‌گذاری شده. شکاف بزرگ از سمت چپ در سراسر میدان کهکشانی ستارگان گسترش می‌یابد.